# Mariana Garcés
Mariana Garcés Córdoba (n. Santiago de Cali, Colombia) es una abogada y política colombiana. Garcés fue designada ministra del gobierno de Juan Manuel Santos.

## Biografía
Garcés Córdoba estudió derecho en la Universidad de los Andes en Bogotá y tiene una especialización en Mercadeo y Negocios Internacionales de la Universidad Icesi de Cali. Tiene experiencia en el sector cultural a nivel regional y nacional: fue gerente de Telepacífico y comisionada de televisión en representación del gobierno de Andrés Pastrana. Fue Directora del Festival Internacional de Arte de Cali y lideró el proceso de organización, administración y fortalecimiento de la Orquesta Filarmónica de Cali desde el 2002. Entre el 2005 y el 2007 fue Secretaria de Cultura y Turismo del Municipio de Cali nombrada por el alcalde Apolinar Salcedo.

## Ministra de Cultura
El 2 de agosto de 2010, cuando ejercía la dirección ejecutiva de la Asociación para la Promoción de las Artes (Proartes) en la ciudad de Cali, fue nombrada por el presidente electo Juan Manuel Santos como ministra de Cultura de Colombia. Garcés se posesionó el 7 de agosto de 2010 en reemplazo de Paula Marcela Moreno. Permaneció en dicho cargo por ocho años, hasta la finalización de los dos periodos presidenciales de Santos.